# تقبيل

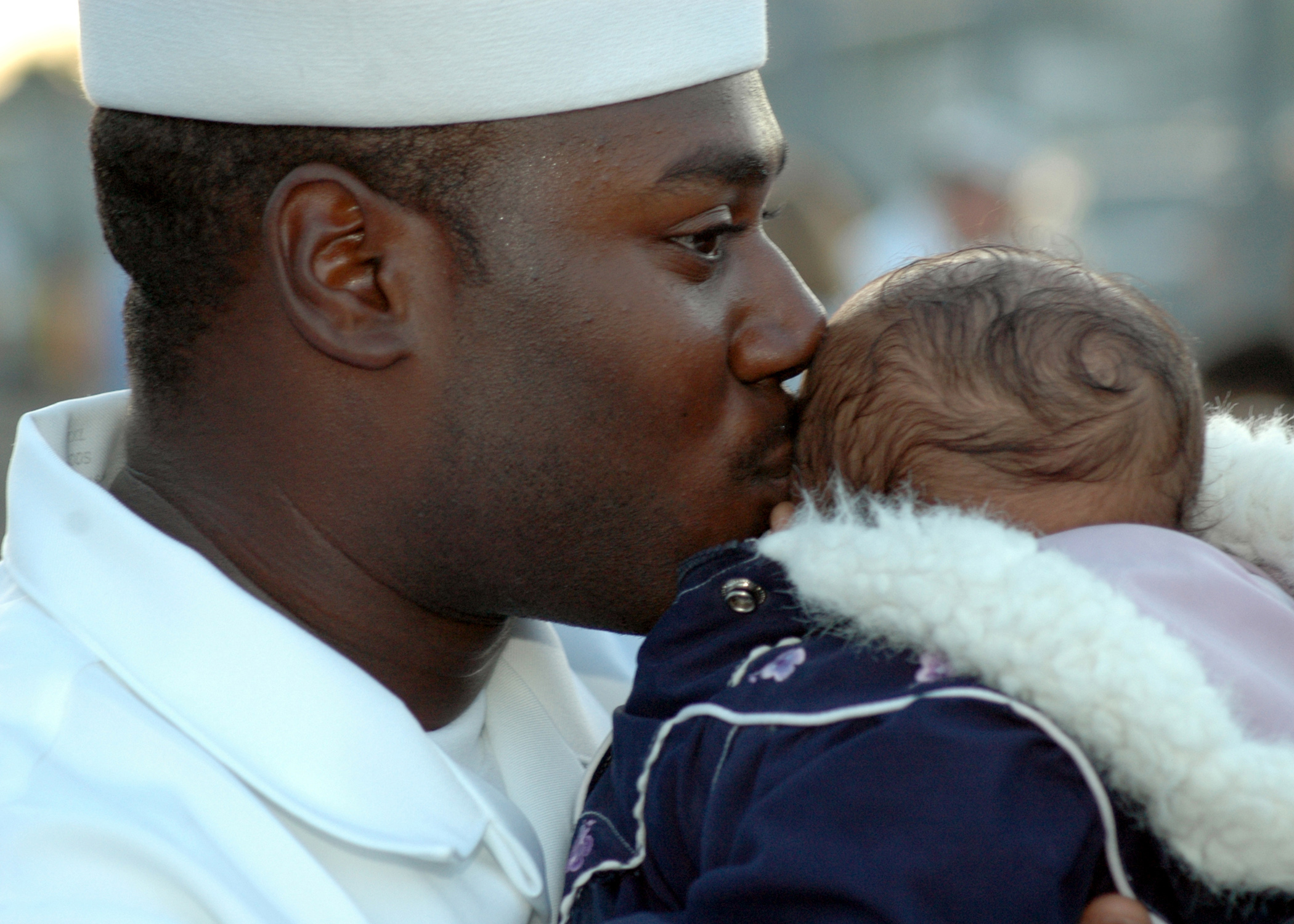
قبلة بحار أمريكي لابنه

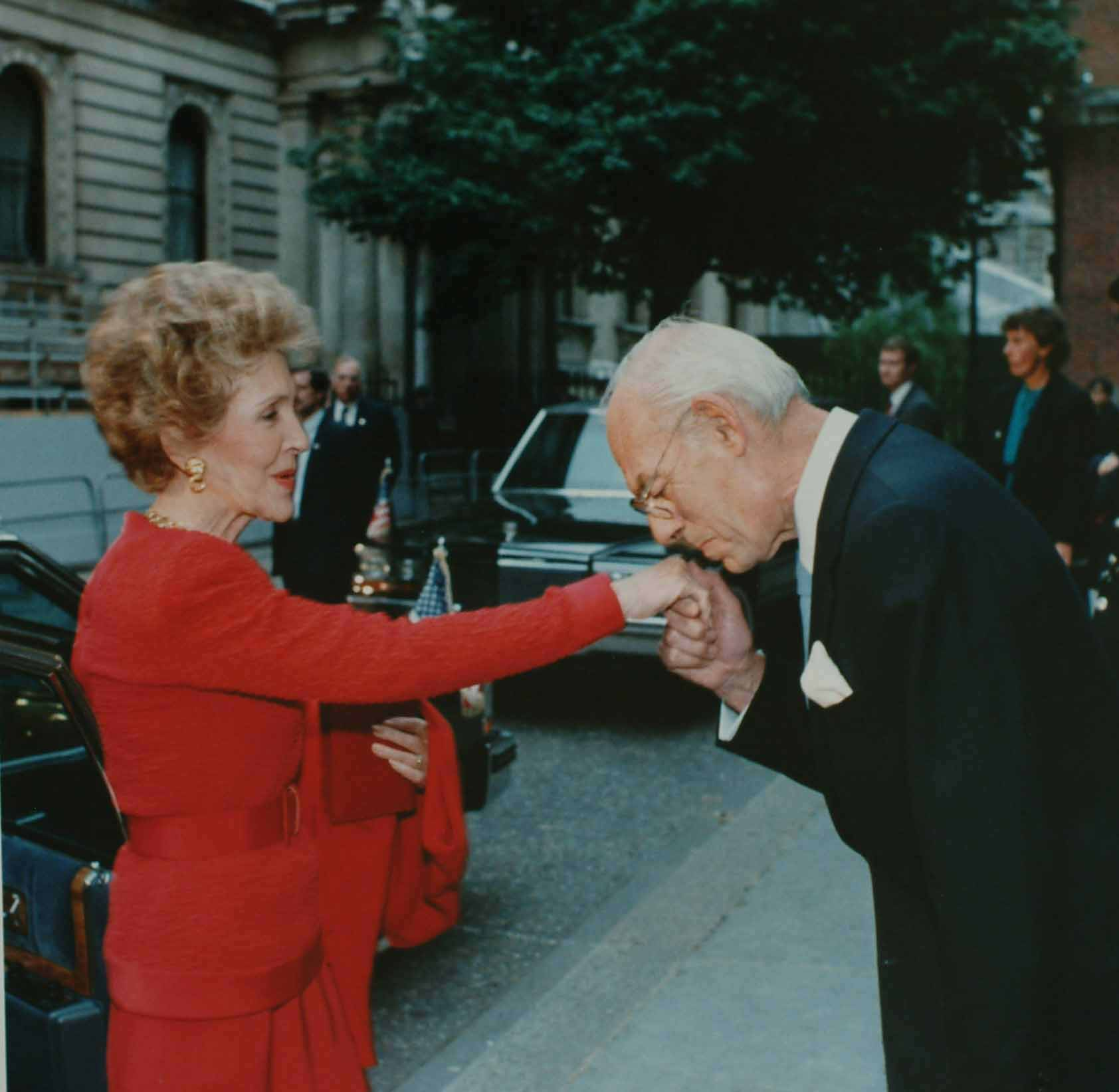
دينيس تاتشر زوج رئيسة وزراء بريطانيا مارغريت ثاتشر، يقبل يد نانسي ريغان زوجة رئيس الولايات المتحدة رونالد ريغان عام 1988

التقبيل أو البَوْس تلامس الشفاه بأي شيء. وتختلف دلالاتها من ثقافة لأخرى اعتمادا على الثقافة والسياق. فالقبلة يمكن أن تعبر عن مشاعر الحب والعاطفة والرومانسية والانجذاب الجنسي والمودة والاحترام والتحية والصداقة والسلام وأشياء أخرى كثيرة. في بعض الحالات تعدّ القبلة أحد الطقوس الرسمية أو رمزية تشير إلى الإخلاص والاحترام.
ويختلف ما تشير إليه باختلاف مكانها، فقبلة الجَبين عنوان للسمو، وقبلة الوجنتين والخدود رمزاً للحنان والحب، وقبلة القدم رمز للخضوع، وقبلة الأيدي رمز التقدير والاحترام.
ويحدث حرق للسعرات الحرارية أثناء التقبيل بمعدل قد يصل إلى 2-3 سعراً حرارياً في الدقيقة، كما أنها تعمل على مضاعفة معدل الأيض في الجسم. وهناك أنواع أخرى مثل قبلة العين وهي قبلة خفيفة ترمز للود والرفق، وقبلة الأذن والشفتان لها مضمون جنسي. ومما يزيد القبلة عمقاً وقرباً للروح أداؤها والعينان مغمضتان.

## في المعاجم
جاء في لسان العرب: «البوس: التقبيل: فارسي معرب ، وقد باسه يبوسه. وجاء بالبوس البائس أي الكثير، والشين المعجمة أعلى.»

## تاريخ وهدف التقبيل

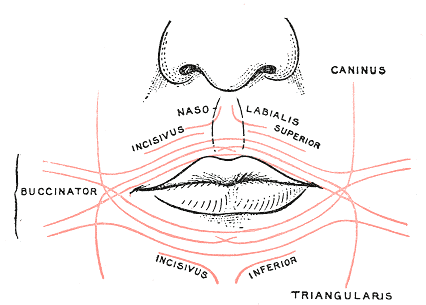
العضلة الدويرية الفموية هي من أهم العضلات المستخدمة في التقبيل، حيث يؤدي انقباضها إلى إغلاق الفم وتجعد الشفاه. تُظهر الصورة ترتيب الألياف للعضلة.

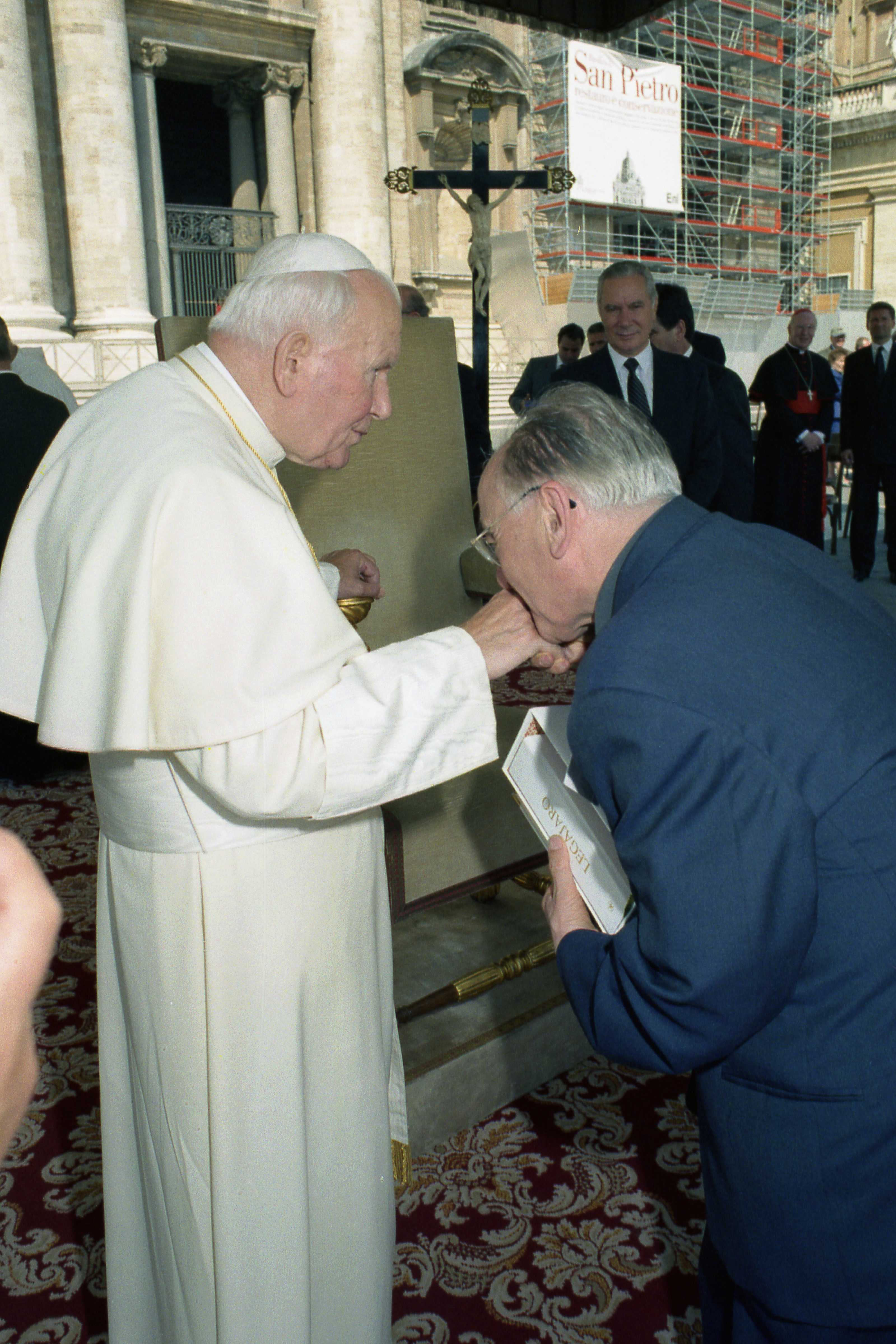
البابا يوحنا بولس الثاني وهو يُقبل من خاتمه.

أقدم الأدلة التي تثبت سلوك التقبيل لدى الإنسان مذكورة في الفيدا الهندوسي أي منذ 3500 عام، والتقبيل لدى الحيوانات نادر جداً، ولكن هناك حالات تقبيل بالنسبة للشمبانزي وهي تعدّ من أشكال المصالحة وهي شائعة بين الذكور، وحسب دراسة نشرت عام 2015 فإن التقبيل لدى البشر تطور من مجرد وسيلة لمعرفة ما لديه من الفيرومونات إلى تلامس الشفاه.
ويعتقد بعض العلماء أن الشفتان تطورتا لتسهيل عملية اختيار الشريك، كما قال عالم النفس التطوري غوردن جي غالوب “Gordon G. Gallup” خلال مقابلة مع إذاعة بي بي سي “التقبيل يتضمن تبادل معقد جدا من المعلومات –معلومات عن طريق الشم، ومعلومات عن طريق اللمس، ووضعية الجسم إثناء التقبيل، إجراءات نستفيد منها عن طريق آليات التطور والتي تمكن الأشخاص من اتخاذ قرارات حول الدرجة التي نتفق أو لا نتفق فيها مع الشريك وراثيا”. كما أن التقبيل يكشف لنا مدى استعداد الشريك للقيام بتربية الأطفال، والذي يعدّ أمر مفصلي في العلاقات طويلة الأجل ويعدّ أمر حيوي لبقاء الجنس البشري.
في عام 1960، اقترح عالم الحيوانات والمؤلف ديزموند موريس (Desmond Morris) أن التقبيل تطور في البدء عبر قيام الأمهات في الرئيسيات بمضغ الطعام ومن ثم إطعام صغارهن عن طريق الفم، بوضع فم على فم.
لشفة تحتوي على انحف طبقة من الجلد مقارنة مع جميع مناطق الجسم، وهي تحتوي على عدد كبير من الخلايا الحسية. فعندما نقوم بالتقبيل تقوم هذه الخلايا مع الخلايا الموجودة في الفم واللسان بإرسال إشارات عصبية إلى الدماغ لتحفيز المشاعر المبهجة، والعواطف مكثفة وردود فعل جنسية ممتعة.
هنالك 12 أو 13 عصب قحفي يؤثر على وظيفة المخ، تنشط منها حوالي خمسة عندما نقوم بالتقبيل، فنرسل إشارات من شفتين واللسان والخدين والأنف إلى المخ، وتتضمن هذه الإشارات درجة الحرارة والطعم والعطر ومعلومات لتفسير حركة لشريك برمتها. بعض هذه المعلمات تصل إلى القشرة الحسية في الدماغ، والتي تمثل الموجه الرئيسي للجسد. فالشفاه تؤثر بشكل كبير لأنها تحوي على كثافة من الخلايا العصبية الحسية.
في دراسة حديثة أجريت من قبل عالمة النفس ويندي هيل “Wendy L. Hill” بالاشتراك مع كاري ويلسون “Carey A. Wilson” أحد طلبتها من كلية لافاييت “Lafayette College”، حيث قاموا بمقارنة مستويات الهرمونات لبعض الذكور والإناث في 15 كلية قبل وبعد التقبيل، وقبل وبعد الحدث وهم ممسكين بيد بعضهم البعض، وجد أن هنالك زيادة في هرمون الأوكسيتوسين (له دور في زيادة الارتباط الاجتماعي) وهرمون الكورتيزول (له تأثير على مستوى الإجهاد). ويتوقع الباحثان أن التقبيل له دور في زيادة الألفة الاجتماعية، وكذلك في تعزيز هزة الجماع “الاورغازم-orgasm” عند الذكور والإناث، وبشكل خاص عند الإناث اللاتي اقررن بأنهن في علاقة حميمة. كما يتوقع الخبراء انخفاض مستوى هرمون الكورتيزول عند التقبيل.
لكن الباحثون فوجئوا بارتفاع مستوى هرمون الأوكسيتوسين عند الذكور فقط، في حين انه يتناقص عند الإناث عند التقبيل أو الكلام وهم ممسكان بأيدي بعضهما البعض. واستنتجوا انه ربما تحتاج الإناث إلى أكثر من قبلة لكي تتأثر عاطفيا أو تثار جنسيا خلال الاتصال الجسدي، كما أنهم خمنوا بضرورة أعداد جو أكثر رومانسية. كما قال كلا الباحثين خلال مؤتمر جمعية علم الأعصاب والذي أقيم في عام 2007 أن مستويات هرمون الكورتيزول قد انخفضت عند كلا الجنسين حين التقبيل.
التقبيل يرتبط بالحب، إلى حد ما، فهو يساعد على إفراز مواد كيميائية في الدماغ تساهم في المتعة والنشوة والمحفزة لنا للتواصل مع شخص معين. ففي عام 2005 قامت عالمة الانثروبولوجيا هيلين فيشر “Helen Fisher” ومجموعة من الباحثين من جامعة روتجرز “Rutgers University” بدراسة قاموا خلالها مسح لأدمغة 17 شخص كانوا يشعرون بالحب العميق، ووجد الباحثون أن أدمغة هؤلاء الأشخاص تنشط بشكل غير عادي في مناطق معينة في الدماغ، وهذه المناطق تتحكم في المتعة والتحفيز والمكافئة: الجانب الأيمن من المنطقة الجوفية السقيفية وكذلك الجانب الأيمن من النواة المذنبة. وهي نفس المناطق التي تنشط لدى مدمني المخدرات، فيبدو أن الحب هو نوع من المخدرات بالنسبة لنا.
في دراسة أجريت في منظمة غالوب، على 58 رجل و122 امرأة، وجد خلالها أن 59% من الرجال و66% من النساء اعترفوا بأنهم فقدوا الانجذاب لشخص ما كانوا في البدء يبادلونه الإعجاب بسبب قبلة أولى سيئة، إي أنهم انهوا العلاقة بسبب قبلة أولى سيئة من الشريك.
في دراسة نشرت في عام 2007 قامت فيها مؤسسة غالوب وبعض شركائها بمسح شمل 1041 من الطلاب الجامعيين ومن كلا الجنسين حول التقبيل، وجد أن معظم الرجال يعدّون القبلة العميقة وسيلة لتطور العلاقة إلى للمستوى التالي على الصعيد الجنسي، بينما تعدّه النساء تقدماً على الصعيد العاطفي. والتقييم ليس فقط أن تعدّ الشخص الآخر حاملاً لحمض نووي جيد، ولكن للنظر أيضا ما أذا كان الشريك مستعداً للالتزام على المستوى البعيد.وفي تصريح لمنظمة غالوب لمصلحة إذاعة “BBC” البريطانية “الإناث تستخدم التقبيل لتقديم معلومات عن مستوى الالتزام ومدى جدية العلاقة”. حتى القبلة البسيطة تعدّ نوع من المقياس العاطفي وهي أكثر حسما وتعدّ شيء صحي للعلاقة الحميمة.

## حقائق عن القبل

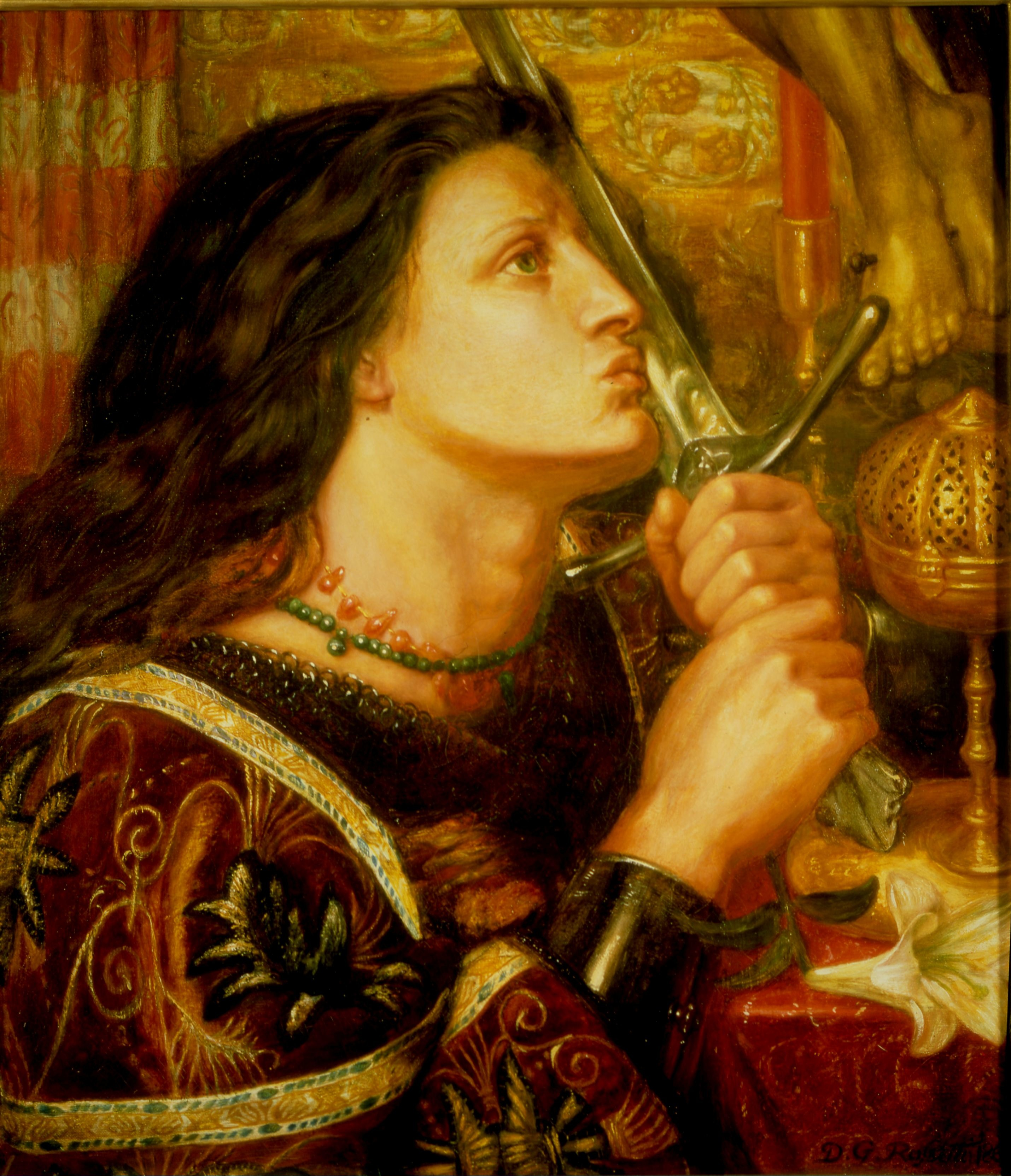
جان دارك وهي تقبل سيف التحرير، رسم دانتي جابرييل روزيتي، عام 1863.

تشير الإحصاءات إلى أن الإنسان يحصل خلال طفولته على أكبر كمية من القبل، وأن التدخين هو العدو الأول للقبلة، وكان تقبيل الرجل لأي فتاة في إيطاليا سببًا لفرض الزواج عليهما إبان العصور الوسطى.
أطول قبلة في التاريخ كانت في تايلاند في 14 فبراير 2013 يوم عيد الحب حيث استغرقت القبلة 58 ساعة و25 دقيقة و8 ثواني، دخلت هذة القبلة موسوعة غينيس للأرقام القياسية.
أما في عالم السينما فاستغرقت أطول قبلة مُدة قدرها 4 دقائق وذلك في فيلم «أنت في الجيش» سنة 1941، وعندما إنهال نجم هوليوود ريتشارد غير على نجمة السينما الهندية شيلبا شيتي بِوابل من القبل على المسرح وأمام شاشات التلفزيون مما عرضه لملاحقة قانونية وتسبب في مشاكل كبيرة في الهند.

## تأثير القبلة
في دراسة أجراها فريق من الباحثين في جامعة نيويورك على ألف من الطلاب وتوصلوا إلى أن النساء يهتمون كثيرا بالقبلة على عكس الرجال، فالنساء يجدون القبلة كوسيلة لتقييم الرجل الذي يمكن أن تقبله كشريك مستقبلي، أما فيما بعد فيكون دور القبلة المساعدة في المحافظة على الحميمية في العلاقة ولفحص حالة العلاقة. أما الرجال فلا يعزون للقبلة أهمية كبيرة، بل هم يرون فيها تمهيدا لممارسة الجنس، واستخلصت الدراسة ان الرجال ليسوا انتقائيين في اختيارهم للمرأة التي يقبلونها أو يمارسون الجنس معها، وأن ليس لديهم مشكلة في ممارسة الجنس مع امرأة دون تقبيلها، أو مع امرأة لا يحسون نحوها بجاذبية أو يعرفون انها "لا تحسن التقبيل. أما بالنسبة للنساء فالتقبيل عندهن هو نوع من الرباط العاطفي، وهن يعدّنه مهما على مدار العلاقة، بينما يخف حماس الرجال للتقبيل كلما تقدم الزمن بالعلاقة 

### قبلة الوالدين لأولادهم
يحظى تقبيل الأهل لأطفالهم بأهمية في التقاليد والأعراف الإسلامية كما النبي محمد جاءه يوماً أعرابي فقال: أتقبلون صبيانكم؟ فما نقبلهم. فقال النبي: "أو أملك لك أن نزع الله من قلبك الرحمة (رواه البخاري).
ويروي أبو هريرة أن النبي قبّل الحسن بن علي، فقال الأقرع بن حابس: إن لي عشرةً من الولد ما قبلت منهم أحداً، فقال رسول الله: «من لا يَرحم لا يُرحم» (متفق عليه).

## القبلة في الشعر العربي
تكلم كثير من الشعراء عن القبلة ومن أشهرهم الشاعر إبراهيم ناجي فقال في قصيدة له بعنوان «تحليل قبلة»

## علم الأحياء

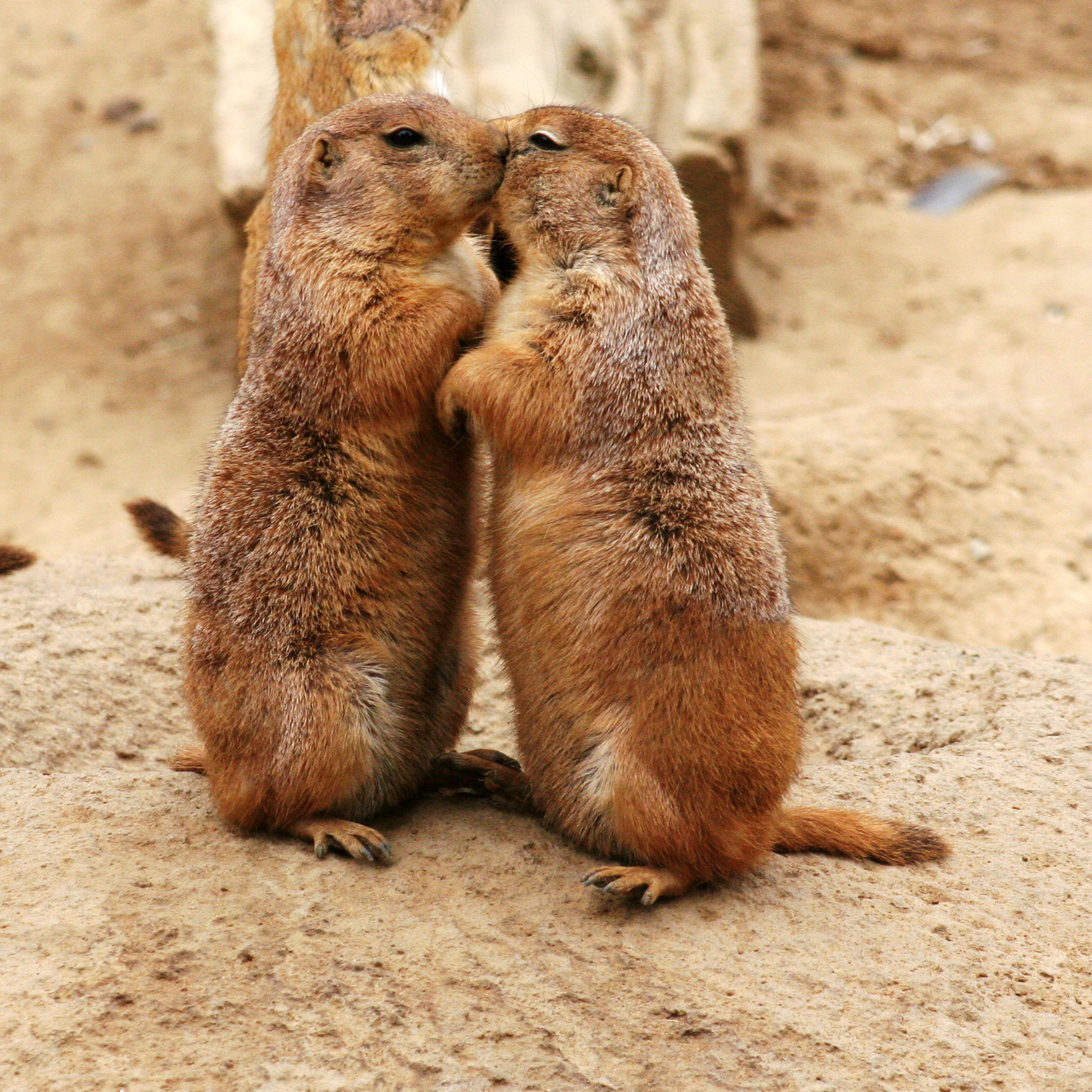
قبلة كلاب البراري ذات الذيل الأسود (Cynomys ludovicianus)

### علم وظائف الأعضاء
يعدّ التقبيل من بين السلوكيات المعقدة التي تتطلب تنسيقاً حركياً كبيراً حيث تشمل على ما مجموعه أربعة وثلاثون عضلة وجهية ومئة واثنتا عشر عضلة جسدية.

### انتقال الأمراض
تقول الدراسات العلمية ان القبلة يمكن أن تنقل 15 مرضا مثل منها البسيط مثل الأنفلونزا، والمتوسط الخطورة، والخطير مثل التهاب الحمى الشوكية والأمراض الجلدية 

## معرض صور

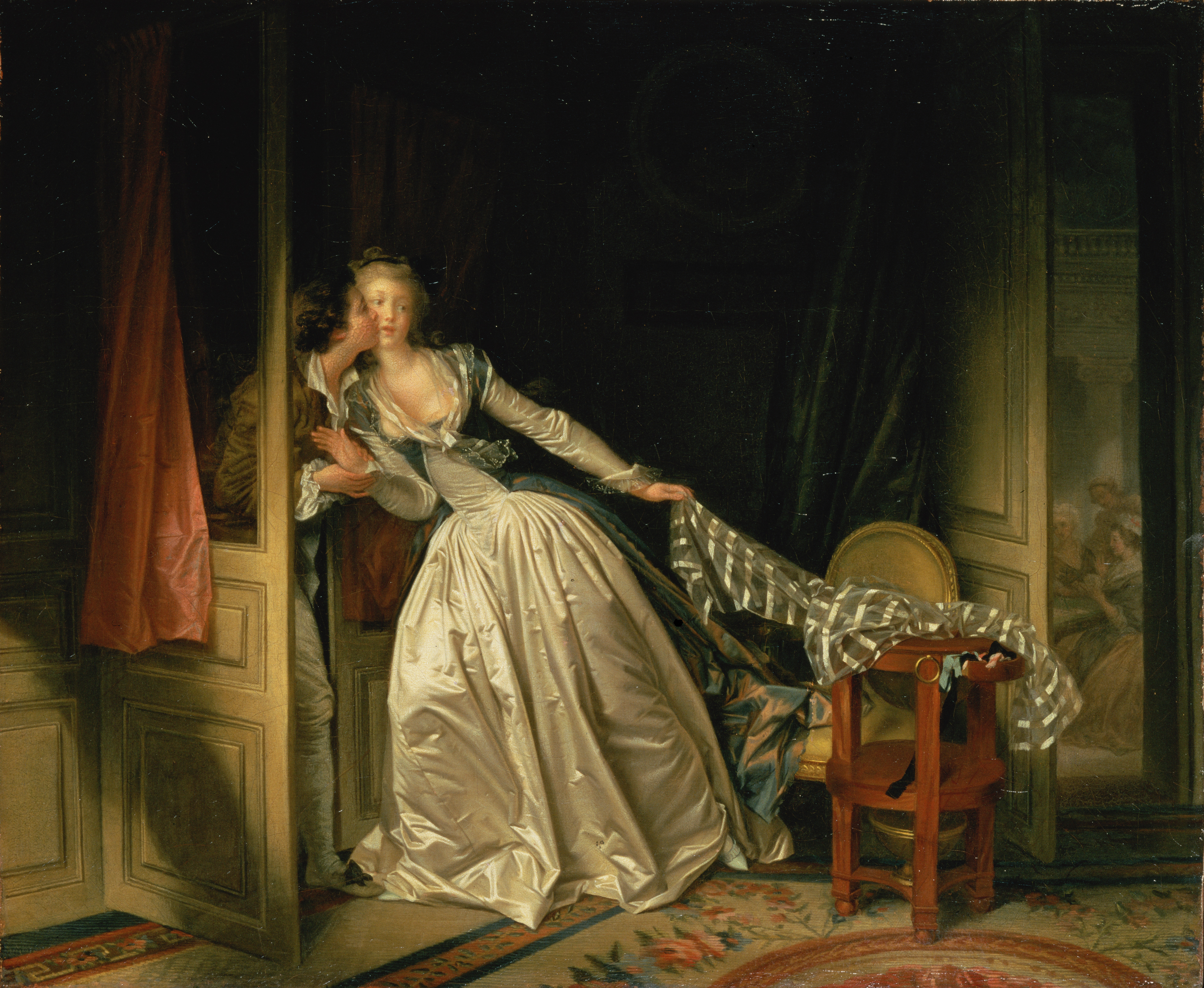
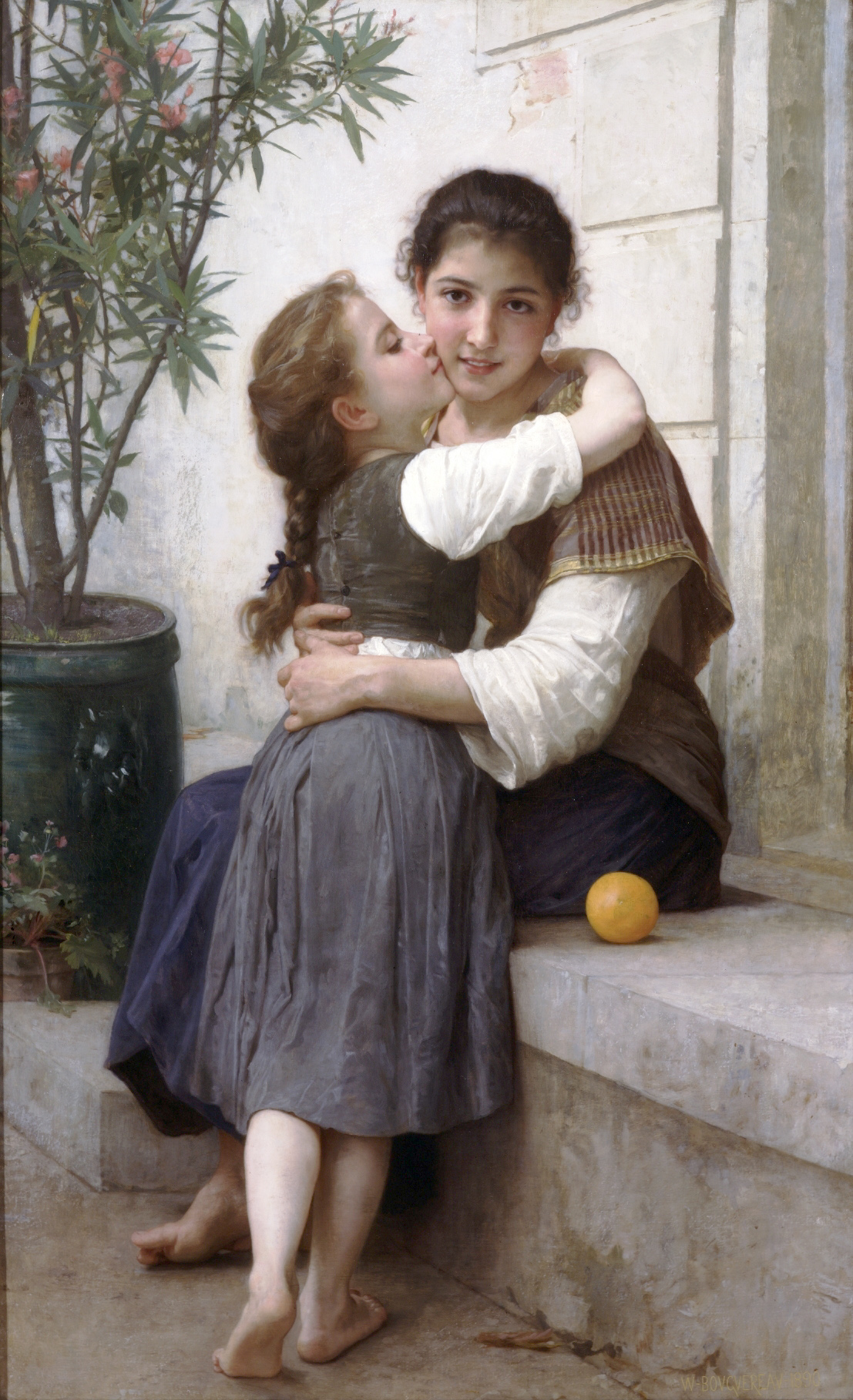
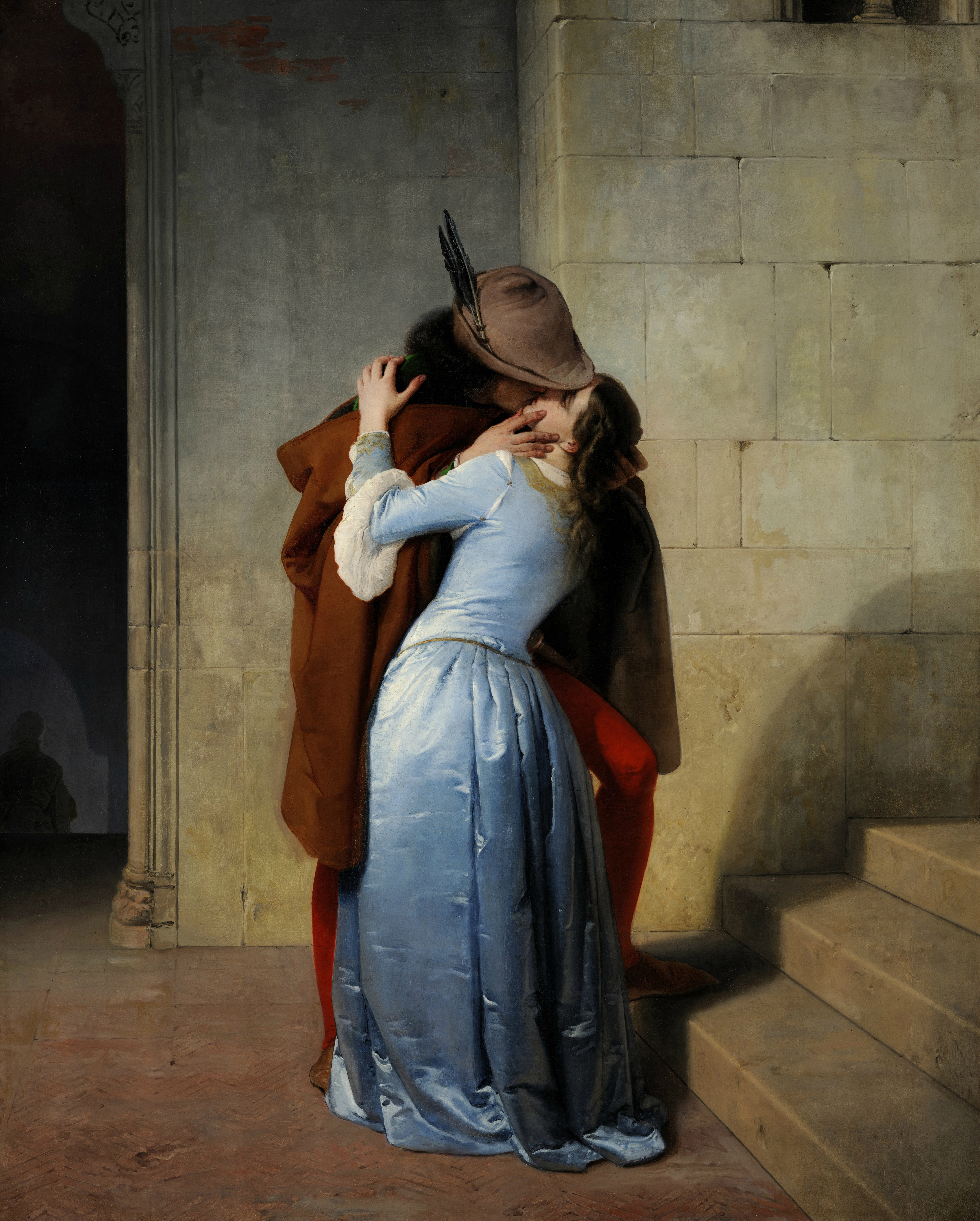